# The Hustle
The Hustle est un single disco écrit en 1975 par Van McCoy. Il a été en tête du Billboard Hot 100 pendant l'été 1975, s'est vendu à 10 millions d'exemplaires, et a reçu le Grammy Award du meilleur morceau instrumental pop en 1976. Dans le manga JoJo's Bizarre Adventure (plus précisément dans la partie 9) le stand de Paco Laburantes est référence à cette musique.